# 이쓰링
이쓰링(중국어: 易思玲, 병음: Yì Sīlíng, 한자음: 역사령, 1989년 5월 6일~)은 중화인민공화국의 사격 선수이다. 2012년 하계 올림픽 여자 10m 공기소총 종목에서 금메달을 획득했고 2016년 하계 올림픽 여자 10m 공기소총 종목에서 동메달을 획득했다.

## 같이 보기
- 2012년 하계 올림픽 중국 선수단